# Claire Bannwarth
Pour les articles homonymes, voir Bannwarth.
Claire Bannwarth, née à Reims le 5 février 1989, est une coureuse française, spécialiste d'ultra-trail et d'ultrafond. Elle détient le record français féminin de Backyard Ultra avec 61 tours (Suffolk, Angleterre, juin 2023) et le record de France féminin des 24 heures sur piste avec 228,42 km (Couvet, Suisse, 24 avril 2021) 
Sélectionnée en équipe de France pour Championnats d'Europe des 24 Heures à Vérone, Italie en 2022, elle remporte une médaille d'argent par équipe, et prend la 14e place en individuel avec 232,599 kilomètres.
Elle est connue pour ses performances sur les épreuves longue distance, notamment première femme sur la Montane Winter Spine Race en 2023, et la première femme à remporter au classement général au Tahoe 200 Miles Endurance Run en 2023.

## Biographie
Déjà sportive pendant sa jeunesse, elle est d'abord escrimeuse, membre de l'Équipe de France de fleuret dans les catégories juniors . Elle est sélectionnée en équipe de France à l’occasion des Mondiaux juniors d’Alcireale en 2008, puis poursuit jusqu'à l'âge de 23 ans. Elle est alors dans le top 16 français chez les séniors. Puis ses études et son travail en tant qu'actuaire ne lui permettent plus d'assister aux entraînements.
Dès lors, elle se tourne vers la course à pied, d'abord en effectuant chaque jour son trajet domicile-travail. Elle se met à courir 35 à 40 kilomètres par jour à allure modérée. Elle évolue ainsi pendant plusieurs années, avant de s'inscrire à sa première course, le marathon de Reims en 2016 où elle termine 2e femme en 3h22'45''. La même année, elle remporte le Sparnatrail (56 km) à Épernay.
En août 2017, sur les conseils d'une amie, elle s'aligne sur l'UT4M (160 km en 4 étapes de 40 km), sa première course d'ultra-trail. Elle termine 5e féminine et se découvre une passion pour les courses de longues distances.
Détentrice du record français féminin de Backyard Ultra depuis 2022, Claire Bannwarth améliore en juin 2023 le record français général avec 61 tours lors de Suffolk Backyard Ultra en Angleterre.

## Palmarès
Note : il s'agit d'une sélection de résultats marquants réalisés par l'athlète, le palmarès n'a pas vocation à être exhaustif
| Général | féminin            | Course                           | Longueur | Départ           | Temps            |
| ------- | ------------------ | -------------------------------- | -------- | ---------------- | ---------------- |
| 28e     | Médaille de bronze | Sparnatrail 56 km                | 56 km    | 13 novembre 2016 | 5 h 34 min 20 s  |
| 34e     | Médaille de bronze | Éco-Trail de Paris Île-de-France | 80 km    | 17 mars 2018     | 7 h 36 min 17 s  |
| 15e     | Médaille d'argent  | Tenerife Bluetrail               | 105,6 km | 4 juin 2021      | 15 h 10 min 27 s |
| 7e      | Médaille d'argent  | UT4M Xtrem                       | 160 km   | 16 juillet 2021  | 32 h 20 min 12 s |
| 1re     | Médaille d'or      | PT 281+ Ultramarathon            | 281 km   | 25 juillet 2021  | 39 h 0 min 0 s   |
| 3e      | Médaille d'or      | Raid de l'Archange               | 305 km   | 15 juin 2023     | 30 h 57 min 55 s |
| 23e     | 5e                 | Hardrock 100                     | 165 km   | 14 juillet 2023  | 34 h 51 min 48 s |
| 1re     | Médaille d'or      | Tahoe 200 Miles Endurance Run    | 200 mi   | 24 juillet 2023  | 62 h 24 min 48 s |
| 7e      | Médaille d'or      | Kodiak Ultra Marathon            | 100 mi   | 13 octobre 2023  | 21 h 10 min 28 s |
| 3e      | Médaille d'or      | Legends Trail                    | 275 km   | 23 février 2024  | 51 h 22 min 0 s  |
| 13e     | Médaille de bronze | Istria 100 - 168K                | 168,6 km | 5 avril 2024     | 22 h 26 min 28 s |
| 8e      | Médaille d'or      | Crossing Switzerland             | 390 km   | 20 juillet 2024  | 93 h 47 min 21 s |
| 11e     | Médaille de bronze | Tor des Géants                   | 330 km   | 8 septembre 2024 | 85 h 7 min 47 s  |
| 40e     | Médaille d'argent  | UT4M 180 Challenge               | 179,2 km | 17 juillet 2025  | 25 h 20 min 59 s |